# Варзахан
Варзахан (арм. Վարզահան վանք) — армянский монастырский комплекс XII века (по другим данным X—XI вв.), расположенный в деревне Уграк провинции Байбурт Турции. Все церкви комплекса были снесены между 1920-ми и серединой 1950-х годов. Разрушение было тотальным: сейчас на этом месте ничего не осталось, даже камня. 

## История
Знаменитый археолог и исследователь Остин Генри Лейард, раскопщик Ниневии, прошел через большое село Варзахан (бывшее название Уграк) в сентябре 1849 года, путешествуя из Трапезунда в Мосул. Он оставил описание церквей и сделал акварельный набросок одной из них. Также в местности побывали: в 1887 году — Эдвард Браун, в феврале 1894 года — Генри Линч, геолог Феликс Освальд.
Немецкий историк Вальтер Бахманн сделал серию фотографий монастыря в 1911 году, а также обследовал восьмиугольную церковь. Всего в Варзахане он осмотрел остатки трёх церквей, но упомянул, что, согласно местному армянскому преданию, раньше в этом месте было более 200 церквей. Отклонив это предание, как очевидное преувеличение, Бахманн всё же заметил следы разрушенных зданий, разбросанных по большой территории, что указывает на то, что когда-то в Варзахане существовало гораздо более крупное поселение.

## Устройство комплекса
В монастыре Варзахан располагались следующие сооружения: церковь Сурб Амбарцум, старое кладбище с множеством надгробий и камней в форме баранов, на которых можно прочитать надписи XV века, церковь, посвященная Деве Марии — зданием, описанным как «Майр Тачар». Во время резни 1895 года население деревня Варзахан было уничтожено. К 1914 году монастырская община всё ещё управляла большими участками земли.

## Галерея

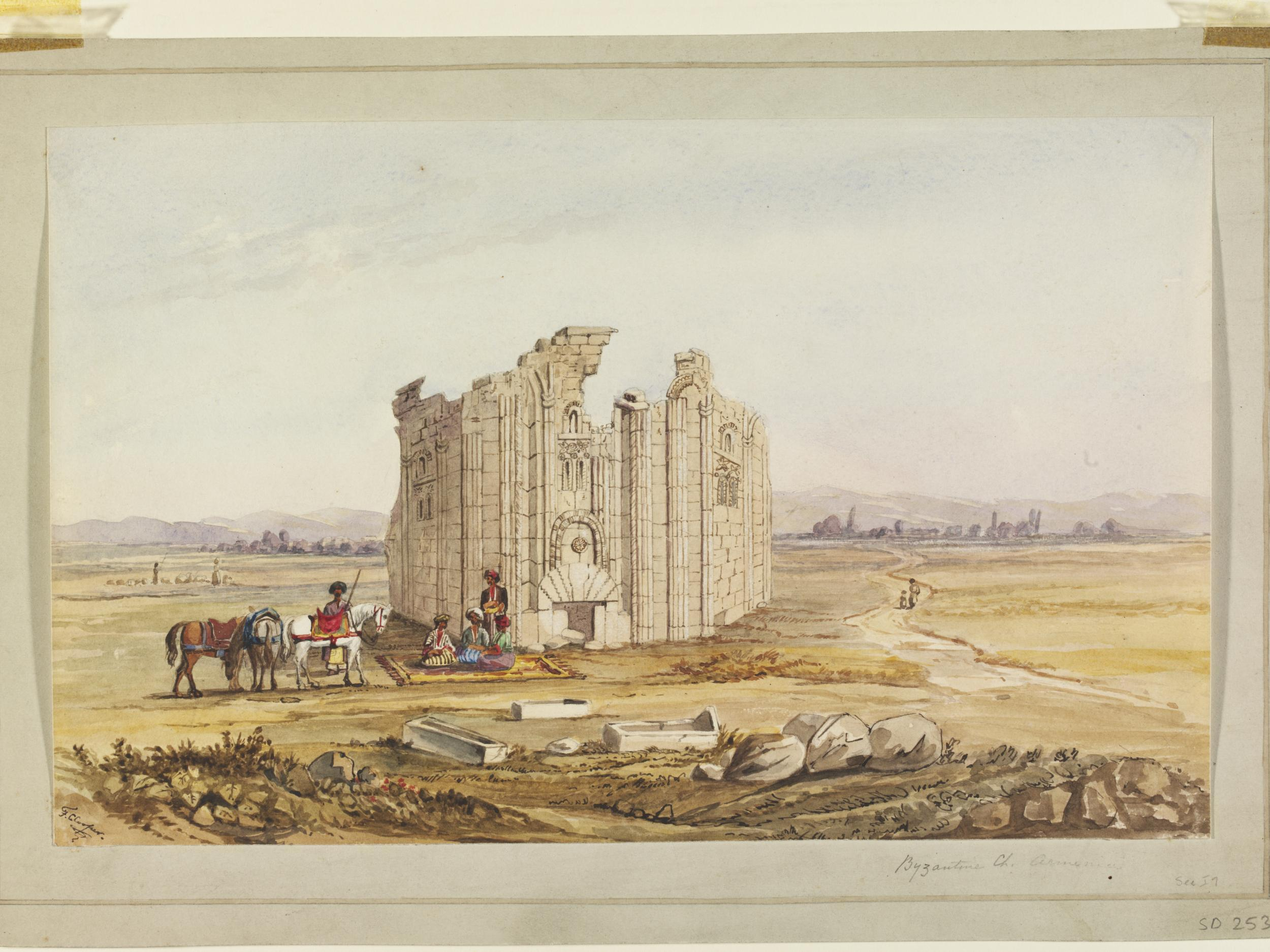
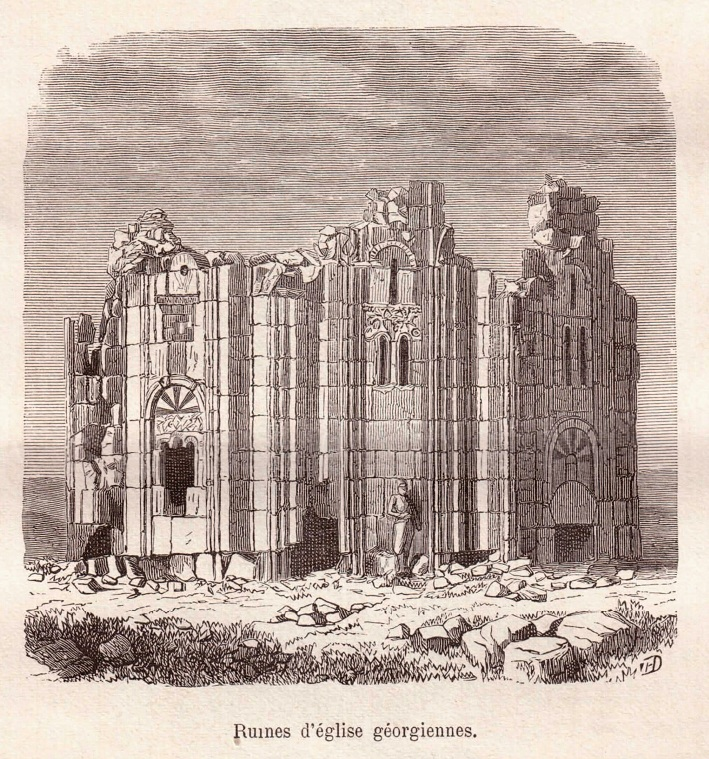
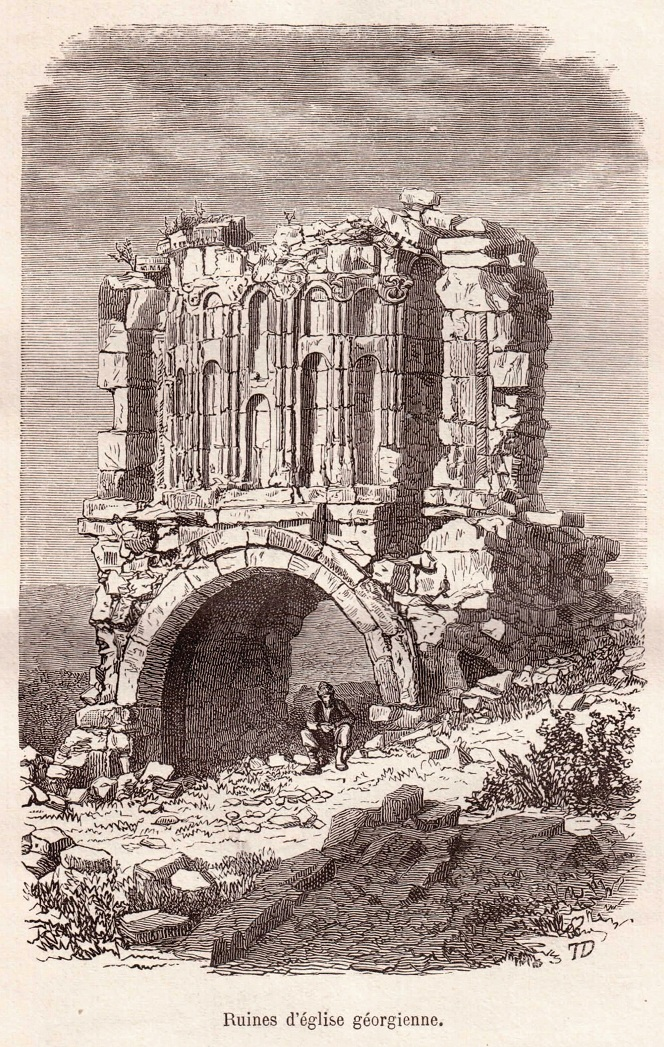
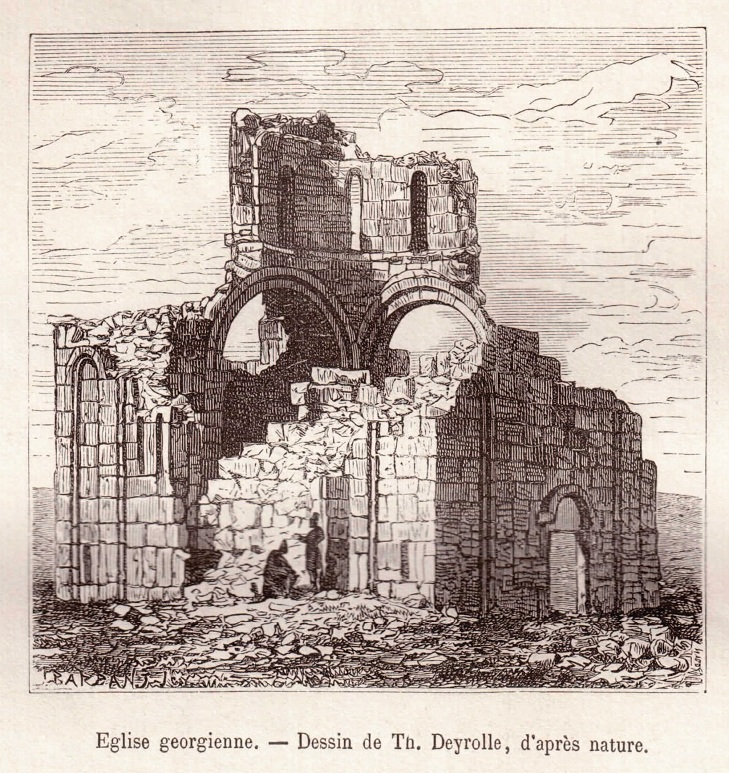
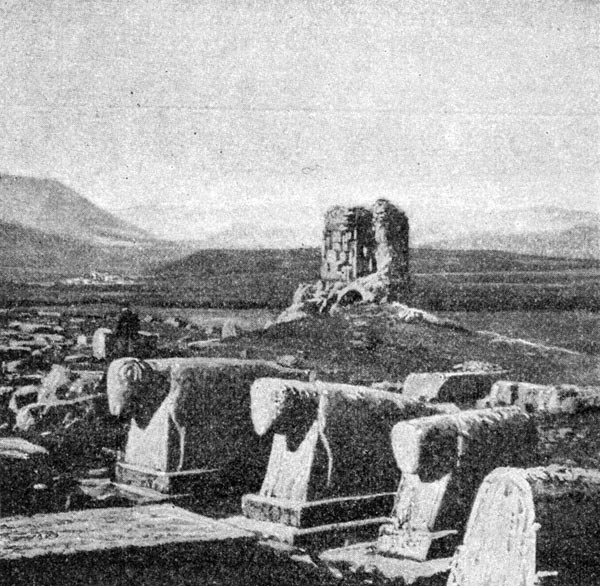
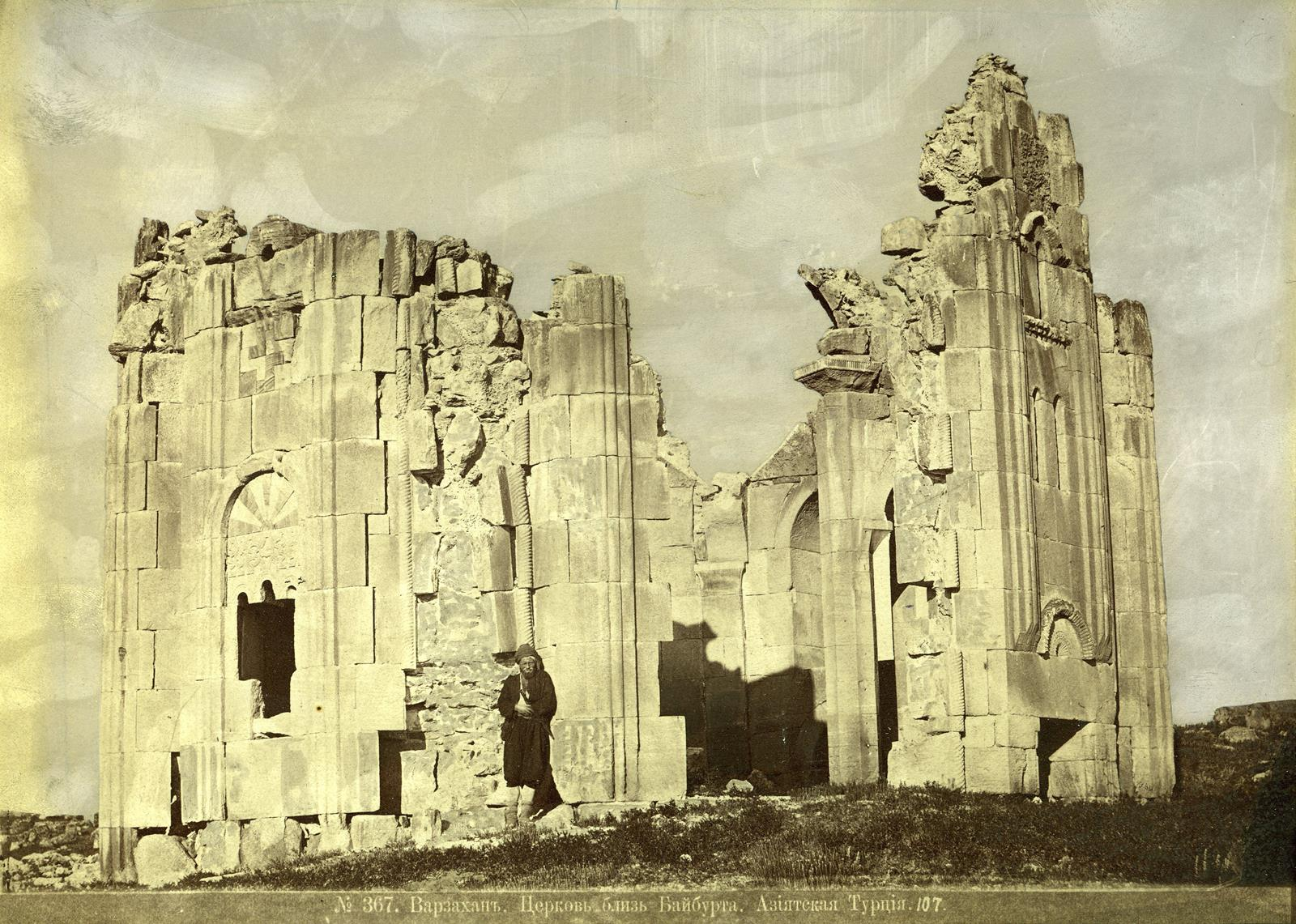
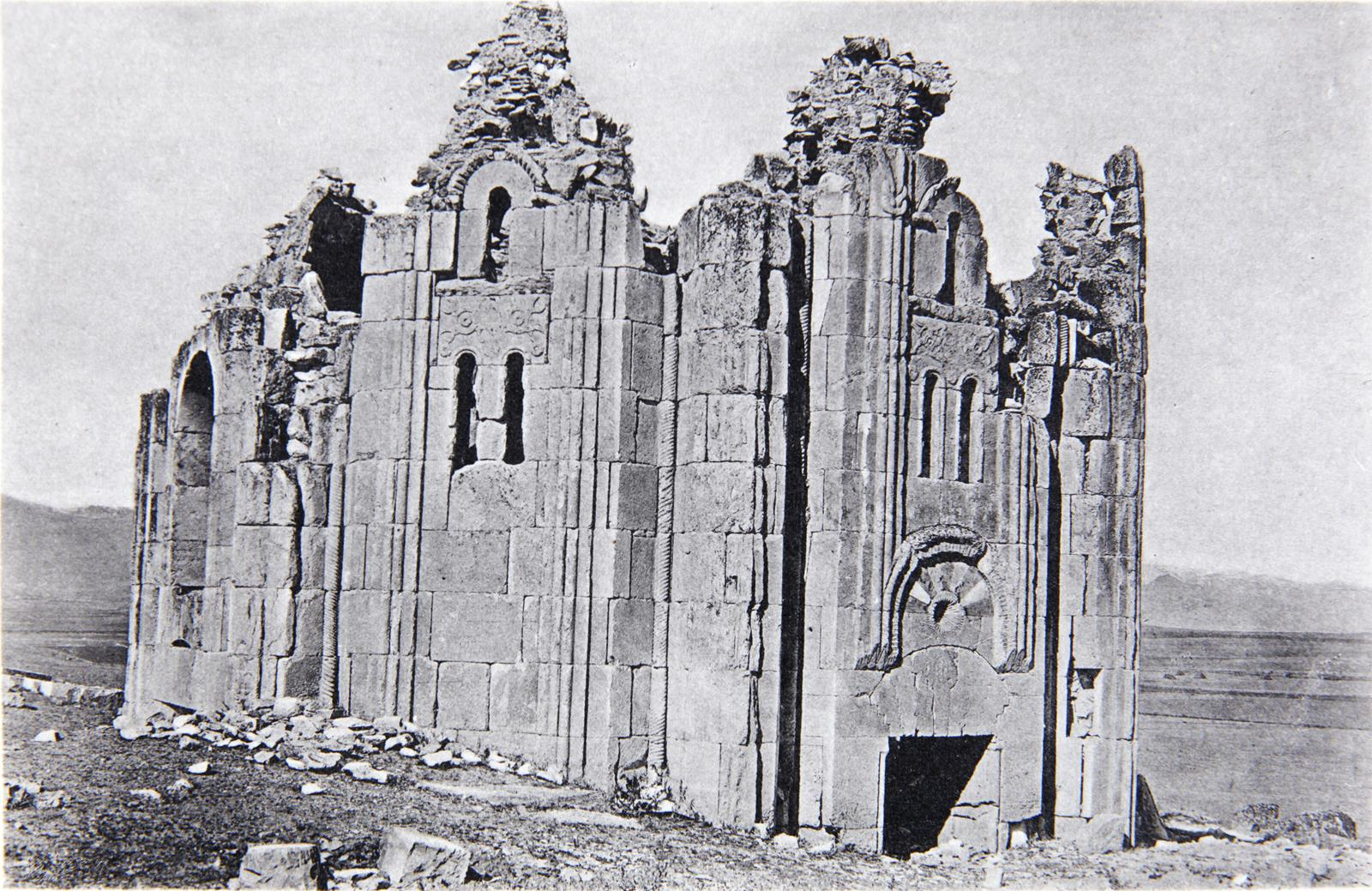
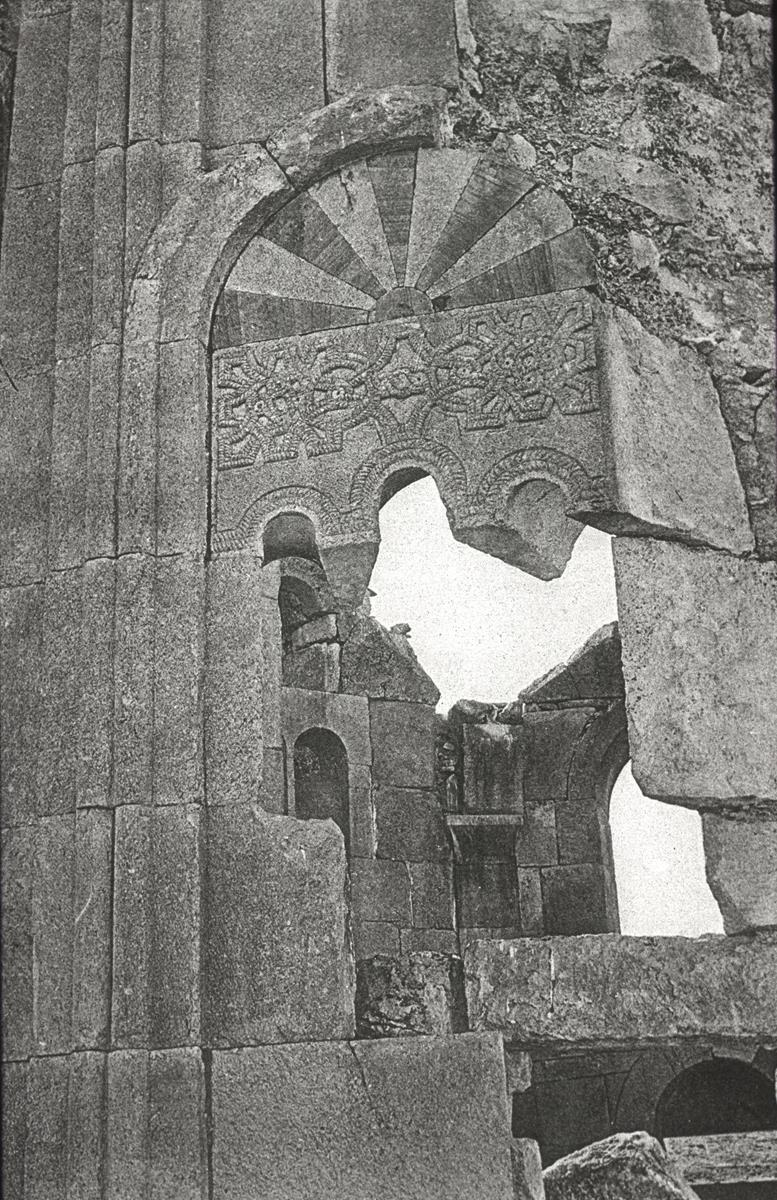
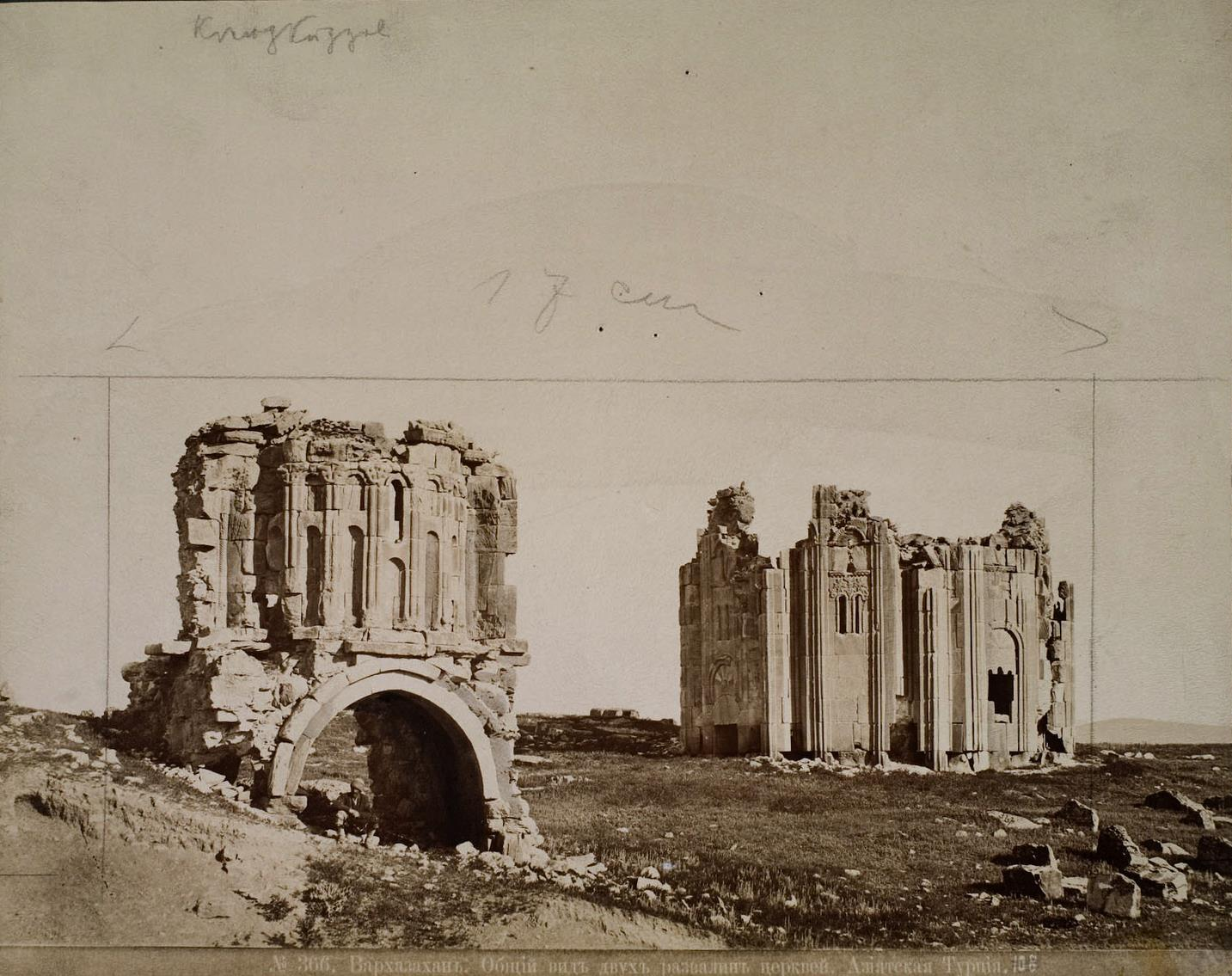
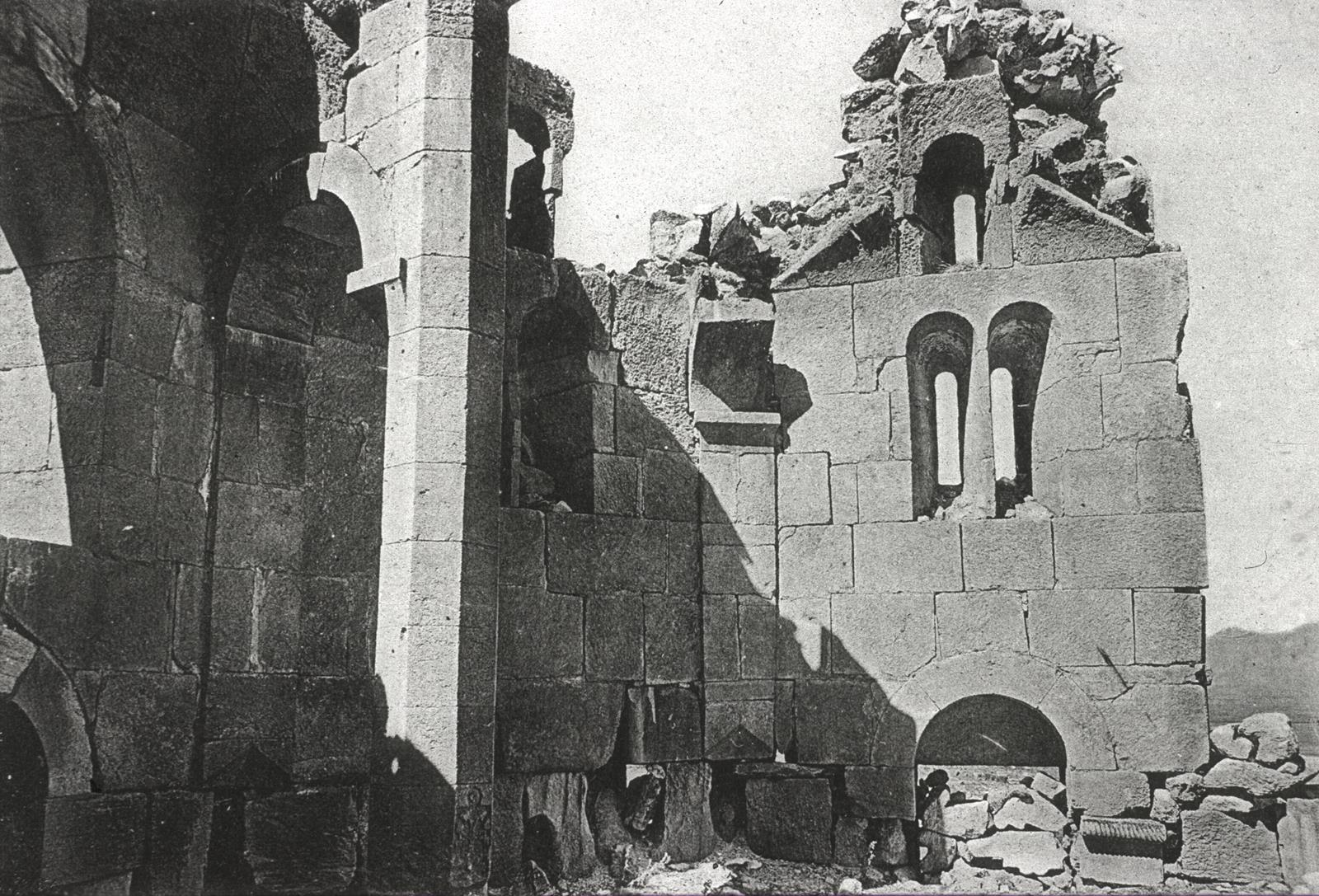
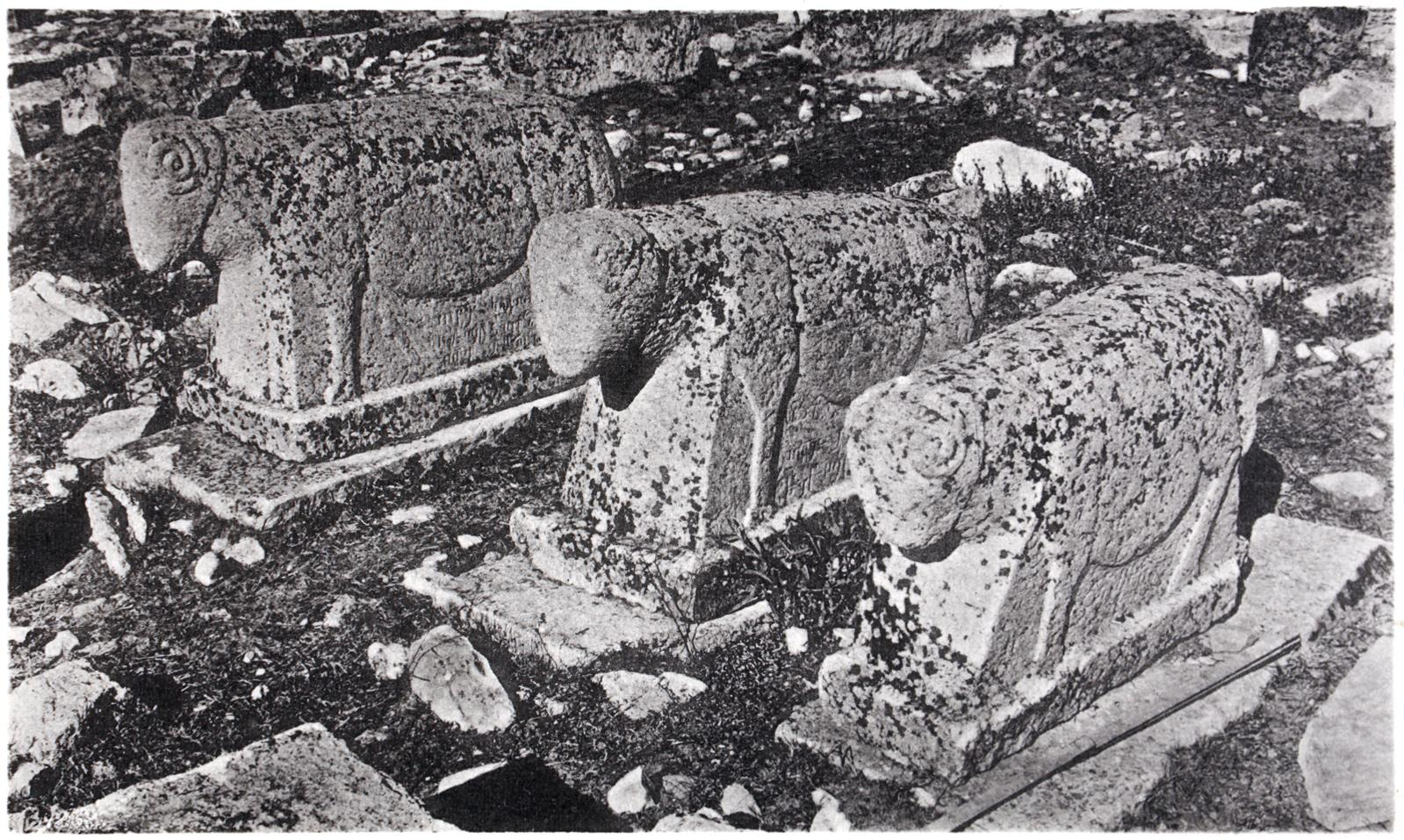
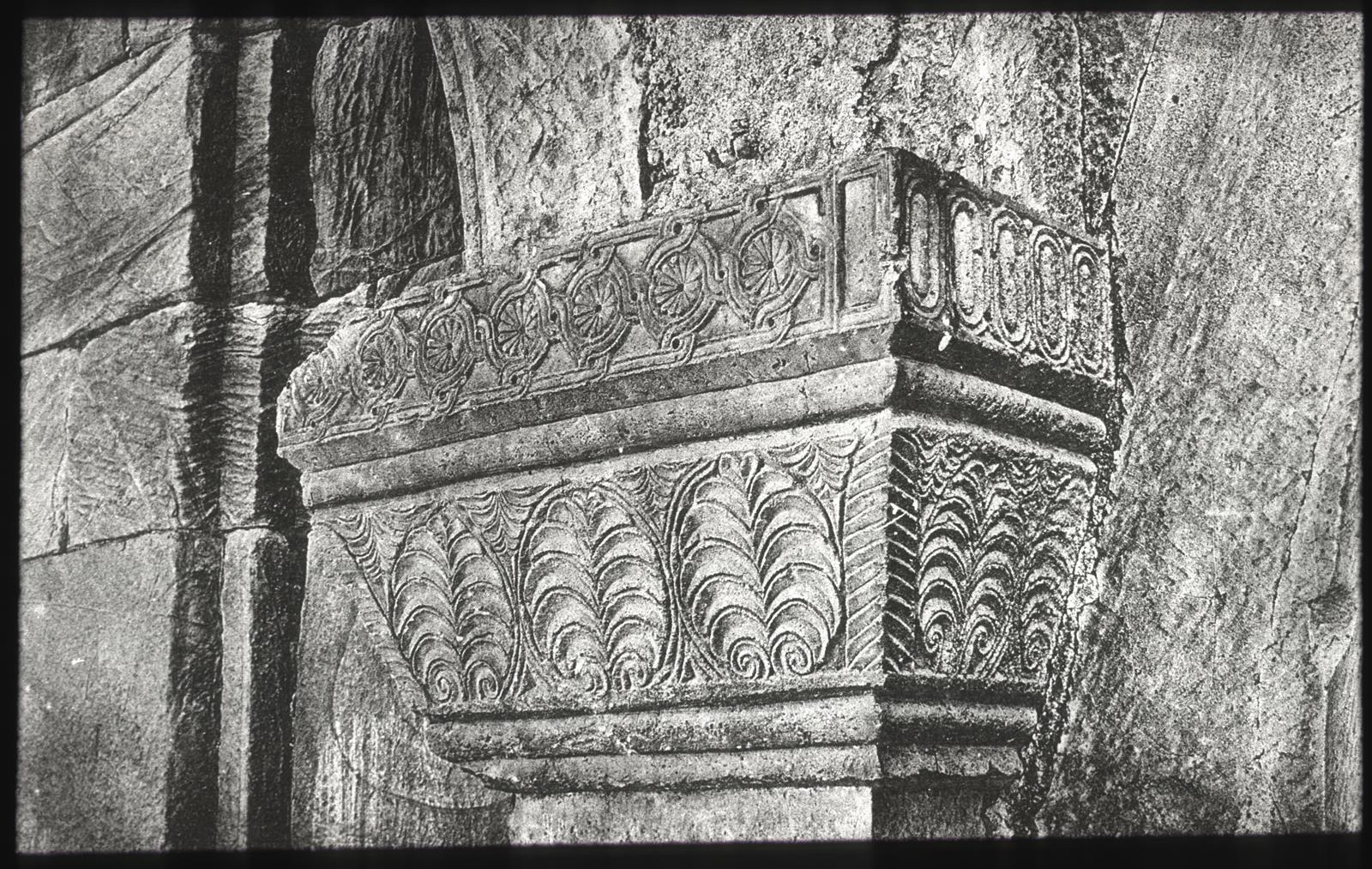